# موطنی
«موطنی» (به عربی: موطني؛ به معنی «میهن من») سرودی است که توسط شاعر ملی فلسطینی ابراهیم طوقان سروده شده‌است. موسیقی‌دان لبنانی محمد فلیفل در سال ۱۹۳۴ بر روی آن آهنگ گذاشت و از آن سال به بعد سرود رسمی فلسطین شد. تا زمانی که در سال ۱۹۹۶ سرود «فدایی» به عنوان سرود ملی فلسطین به شکل رسمی جایگزین این ترانه شد. با این حال، بخش بزرگی از فلسطینیان هنوز هم «موطنی» را در کنار فدایی و به عنوان سرود ملی دوم یا سرود ملی غیر رسمی می‌شناسند . سرود «موطنی» پس از سقوط رژیم صدام حسین در سال ۲۰۰۳ به عنوان سرود ملی کشور عراق و به جای سرود زمین رافدین اثر شفیق کمالی مورد استفاده قرار گرفت.
بسیاری از ستارگان آواز این سرود را خوانده و اجرا کرده‌اند؛ و کانال یوتیوب سوپر استار در ۱۸سپتامبر۲۰۱۳ آن را در کانال خودش گذاشت و الیزا شعر موطنی را در یک کلیپ اجرا نموده و در تاریخ ۲۹ آوریل ۲۰۱۵ در یوتیوب خودش قرارداد. در یک بررسی انجام شده نیز مشخص شد که این کلیپ از زمان گذاشتن در یوتیوب از نسبت بالای بیننده برخوردار بوده‌است. اما یوتیوب در تاریخ ۱ مه پس از شکایت از سامر صالح که این سرود را مونتاژ کرده بود نسخه اجرا شده توسط مراد السویطی را پاک کرد. سپس آن را دوباره در دسترس همگان قرار داد و همچنین یک خواننده و بازیگر لبنانی بنام کریستینا صوایا کلیپ «موطنی» را در ۲۰ مهٔ ۲۰۱۵ در کانال یوتیوب خودش قرار داد.
فایا یونان هنرمند سوری شعر این قصیده را در ۳۱ مارس ۲۰۱۷ در تعبیری از غم و اندوه خودش در مورد تراژدی سوریه به‌طور رسمی در ویدئوکلیپ خودش و با اجرای جدید توسط موسیقی حسام عبدالخالق در یوتیوب قرار داد.

## متن
موطنی… موطنی
الجلالُ والجمالُ والسناءُ والبهاءُ
فی رُباکْ… فی رُباکْ
والحیاةُ والنجاةُ والهناءُ والرجاءُ
فی هواک… فی هواک
هل أراکْ… هل أراکْ
سالماً منعَّما وغانماً مکرَّما؟
هل أراکْ… فی علاکْ
تبلغ السِّماکْ؟... تبلغ السِّماکْ؟
موطنی… موطنی.. موطنی.. موطنی
الشبابُ لن یکلَّ همُّه أن تستقلَّ أو یبیدْ
نستقی من الردی ولن نکون للعدی
کالعبید… کالعبید
لا نریدْ… لا نریدْ.. ذلَّنا المؤبَّدا
وعیشَنا المنکَّدا لا نریدْ… بل نُعیدْ
مجدَنا التلیدْ… مجدَنا التلیدْ
موطنی… موطنی.. موطنی.. موطنی
الحسامُ والیَراعُ لا الکلامُ والنزاعُ
رمزُنا… رمزُنا
مجدُنا وعهدُنا وواجبٌ من الوَفا
یهزّنا… یهزّنا
عزُّنا… عزُّنا
غایةٌ تُشرِّفُ و رایةٌ تُرفرفُ
یا هَناکْ فی عُلاکْ
قاهراً عِداکْ… قاهراً عِداکْ
موطنی… موطنی

## ترجمهٔ فارسی
میهن من، میهن من!
درخشش و زیبایی، :سرافرازی و نیکی، در کوه و دشت توست!
زندگی و رستگاری، شادکامی و امید، در عشق به توست!
آیا روزی خواهد رسید که ببینم تو را در صلح و آسایش؟
و در رفاه و پیشرفت؟!
آیا خواهم دید تو را، در اوج آسمان‌ها، آنقدر که به ستارگان برسی؟!
میهن من، میهن من!
جوانان تو خستگی‌ناپذیرند، آرمانشان یا استقلال توست
ویا اینکه بمیرند و زنده نباشند!
ما شربت مرگ را خواهیم نوشید، اما هرگز برده دشمنان خود نخواهیم شد.
ما به یقین نمی‌خواهیم، ذلت و خواری ابدی را
و نه زندگی مالآمال از سیه‌روزی را
ما چیزی را نمی‌خواهیم، جز اینکه عظمت و شکوهمان را بازگردانیم
میهن من، میهن من!
شمشیر و قلم نماد و مظهر ماست، و نه نزاع و اختلافات!
افتخار و پیمان ما، و خدمتی که به انجام برسانیم
ما را به تکاپو وامی‌دارد!
افتخار ما دلیلی شرافتمندانه است و پرچمی برافراشته
ای که تو همه نیکی هستی!
بر بلندمرتبگی تو و چیرگی بر دشمنانت
میهن من، میهن من!